# Recopa Catarinense de 2020
A Recopa Catarinense de 2020 foi a segunda edição deste evento esportivo, um torneio estadual de futebol organizado pela  Federação Catarinense de Futebol (FCF). Foi disputado em partida única entre o Avaí, vencedor do Campeonato Catarinense e o Brusque, vencedor da Copa Santa Catarina.
Na partida, realizada em 18 de janeiro, no estádio Aderbal Ramos da Silva, Florianópolis, o Brusque saiu vitorioso pelo placar de 2–0 e conquistou o título da segunda edição do torneio.

## Antecedentes
Em 13 de janeiro de 2018, a Chapecoense, detentora do título estadual da temporada anterior enfrentou, em um amistoso, o vencedor da Copa Santa Catarina, o Tubarão. Mais tarde, em 14 de setembro, a FCF oficializou, nos mesmos moldes, a Recopa Catarinense no calendário estadual. Na ocasião, a entidade planejou realizar o torneio no mês de janeiro, mas a Copa América de 2019 inviabilizou a realização da partida naquele mês. Na primeira edição, o Figueirense conquistou o título após vencer o Brusque pelo placar mínimo.

## Partida

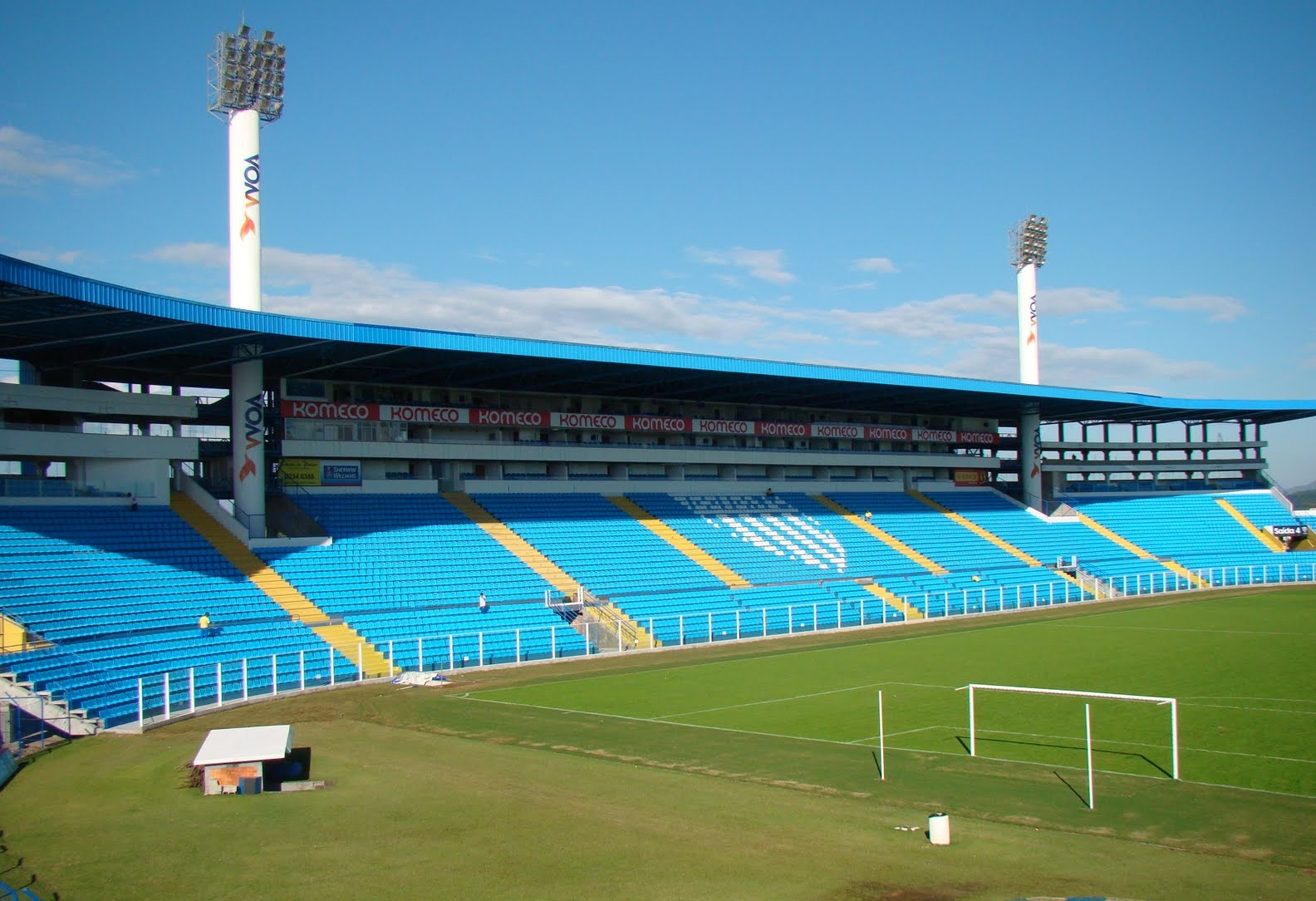
Estádio Aderbal Ramos da Silva, palco da segunda edição da Recopa Catarinense.

A partida foi realizada às 20 horas e 30 minutos de sábado, 18 de janeiro, no estádio Aderbal Ramos da Silva, em Florianópolis. O público presente foi de 7.753 pessoas, das quais a maior parte eram torcedores avaianos. Antes do início da partida, os torcedores assistiram uma apresentação do grupo Tentação. Mais tarde, os refletores foram desligados para que os jogadores entrassem em campo sob efeitos pirotécnicos. Além disso, o pontapé simbólico foi dado por Marquinhos Santos, ex-jogador do Avaí, acompanhado por Palmito, ex-jogador do Brusque. Já o quarteto de arbitragem foi composto por Diego da Costa Cidral, auxiliado pelos assistentes Alex dos Santos e Henrique Neu Ribeiro. Gustavo Baggio Ratti atuou como quarto árbitro.
A partida começou com o Avaí recuando para a defesa e o Brusque impondo intensidade. Aos quatro minutos, os jogadores do Avaí reclamaram de um possível pênalti não marcado pelo árbitro. A resposta do visitante não tardou, criando duas chances de gols em sequência, ambas com Thiago Alagoano, mas sem êxito nas finalizações. Aos 15 minutos, Pedro Castro finalizou da intermediária, obrigando Zé Carlos a praticar uma nova defesa. Após os primeiros 20 minutos, a intensidade dos clubes caíram e poucas chances ofensivas foram criadas. O Brusque até chegou a marcar aos 38 minutos, mas o árbitro interrompeu e marcou o impedimento. Dois minutos depois, o atacante Alexandre Zurawski quase abriu o placar para o Avaí; contudo, a finalização passou a esquerda do gol. Edu, por sua vez, marcou o primeiro tento da partida nos minutos finais do primeiro tempo após uma finalização que encobriu o goleiro Lucas Frigeri.
Os primeiros dez minutos do segundo tempo foram de superioridade do Avaí. Aos três minutos, o meio-campista Wesley obrigou o goleiro do Brusque Zé Carlos a fazer uma boa defesa. Logo depois, o arqueiro voltou a interferir, desta vez uma finalização de Pedro Castro. O recuo do Brusque possibilitou que o clube explorasse o contra ataque e quase ampliou com Edu. Aos treze minutos, o goleiro Zé Carlos sentiu uma lesão e foi substituído por Dida. Após isso, o jogo apresentou uma queda significativa no rendimento. O Brusque buscou aumentar a posse de bola, enquanto o Avaí não conseguiu criar chances de gols. Já no término da partida, Edu aproveitou o rebote para marcar o segundo e último gol da partida.

### Detalhes
| 18 de janeiro | Avaí | 0 – 2                     | Brusque      | Estádio Aderbal Ramos da Silva, Florianópolis                     |
| 20:30         |      | Súmula Boletim financeiro | Edu 43', 83' | Público: 7 753 Renda: R$ 75.604,00 Árbitro: Diego da Costa Cidral |

| Avaí | Brusque |

| G              | 1  | Lucas Frigeri  |     |      |
| LD             | 2  | Arnaldo        |     | 64'  |
| Z              | 3  | Betão          |     |      |
| Z              | 33 | Rafael Pereira |     |      |
| LE             | 6  | Capa           |     |      |
| V              | 7  | Pedro Castro   |     |      |
| V              | 20 | Wesley         |     |      |
| M              | 10 | Valdívia       |     |      |
| A              | 21 | Luan Pereira   | 31' |      |
| A              | 97 | Lourenço       |     |      |
| A              | 79 | Alemão         |     | INT' |
| Suplentes:     |    |                |     |      |
| G              | 83 | Glédson        |     |      |
| Z              | 4  | Zé Marcos      |     |      |
| Z              | 80 | Airton         |     |      |
| LE             | 23 | Igor Fernandes |     |      |
| V              | 5  | Marcinho       |     |      |
| M              | 17 | Renato         |     |      |
| M              | 18 | Jean Martim    |     |      |
| M              | 98 | Wesley Soares  |     |      |
| A              | 38 | Gustavo Poffo  |     |      |
| A              | 39 | Jonathan       |     | INT' |
| A              | 47 | Da Silva       |     | 64'  |
| Treinador:     |    |                |     |      |
| Augusto Inácio |    |                |     |      |

| G              | 1  | Zé Carlos        |       | 57' |
| LD             | 2  | João Carlos      |       |     |
| Z              | 3  | Ianson           | 64'   |     |
| Z              | 4  | Éverton Alemão   |       |     |
| LE             | 6  | Airton           |       |     |
| V              | 5  | Rodolfo Potiguar | 90+4' |     |
| V              | 8  | Zé Mateus        | 32'   |     |
| M              | 7  | Edílson          | 67'   | 84' |
| A              | 10 | Thiago Alagoano  | 83'   |     |
| A              | 9  | Edu              | 45'   |     |
| A              | 11 | Marco Antônio    |       | 73' |
| Suplentes:     |    |                  |       |     |
| G              | 12 | Dida             |       | 57' |
| G              | 21 | Ruan Carneiro    |       |     |
| LD             | 18 | Gustavo Henrique |       |     |
| Z              | 13 | Claudinho        | 44'   |     |
| Z              | 14 | Neguette         |       |     |
| V              | 15 | Ruan Costa       |       | 84' |
| V              | 16 | Emerson Martins  |       |     |
| M              | 17 | Dandan           |       | 73' |
| M              | 20 | Ronan            |       |     |
| M              | 22 | Baianinho        |       |     |
| A              | 19 | Alex Sandro      |       |     |
| Treinador:     |    |                  |       |     |
| Jerson Testoni |    |                  |       |     |

| Árbitros assistentes Alex dos Santos Henrique Neu Ribeiro Quarto Árbitro Gustavo Baggio Ratti | Regras da partida - 90 minutos de tempo regulamentar - Disputa por pênaltis, se empate persistir - Máximo de 3 substituições |

## Repercussão
A vitória do Brusque foi exaltada pelos meios de comunicação brasileiros. Até então, o clube havia conquistado os títulos da Copa Santa Catarina e da Série D do Campeonato Brasileiro. A rádio Araguaia mencionou o título como o mais novo "capítulo" vitorioso da boa fase do Brusque, enquanto a rádio Cidade exaltou o "comprometimento e a garra" do clube.